# 家職
家職，是指古代日本公卿把官職世代相傳的制度，受到國家承認。
日本自平安時代律令制瓦解後，變成一個特定氏族擔任一特定官職，十三世纪被體制化。同時也以一種日本傳統藝能作為家業。
這作法持续至十九世纪，現在日本國憲法明確否定家職制度。